# Trimeresurus hageni
Espèce
Synonymes
- Bothrops hageni Lidth de Jeude, 1886
- Parias hageni (Lidth de Jeude, 1886)

Trimeresurus hageni est une espèce de serpents de la famille des Viperidae.

## Répartition
Cette espèce se rencontre :
- en Indonésie dans les îles de Batu, de Mentawai, de Nias, de Simeulue et de Sumatra ;
- dans le sud de la Thaïlande ;
- en Malaisie occidentale.

## Description
C'est un serpent venimeux.

## Publication originale
- Lidth de Jeude, 1886 : Note X. On Cophias wagleri BOIE and Coluber sumatranus RAFFLES.  Notes from the Leyden Museum, vol. 8, p. 43-54 (texte intégral).